# Финале УЕФА Лиге Европе 2016.
Финале УЕФА Лиге Европе 2016.  је била фудбалска утакмица између Ливерпула из Енглеске и Севиље из Шпаније. Утакмица је одиграна дана 18. маја 2016. на стадиону Сент Јакоб-Парк у Базелу, Швајцарска. Референтни догађај био је финална утакмица УЕФА Лиге Европе 2015/16, 45. сезоне европског секундарног клупског фудбалског турнира у организацији УЕФА. Ливерпул је играо у свом  четвртом финалу, након наступа 1973, 1976. и 2001. године, у сваком од тих три наступа Ливерпол је побеђивао и освајао титуле шампиона. Севиља је наступила у свом петом финалу и трећем узастопно. Појавили су се 2006. и 2007. године, као и у претходна два финала 2014. и 2015. године, победивши у сва четири.
Ливерпул је у такмичење ушао у групној фази, док је Севиља стартовала у осмини финала пошто је завршила на трећем месту у групи Лиге шампиона. Ливерпулови сусрети у нокаут фази кретале су се од несигурних исхода до угодних победа. Ливерпул је голом у последњем минуту против Борусије Дортмунд из Немачке обезбедио је укупну победу од 5–4 у четвртфиналу, док су у полуфиналу победили шпански Виљареал са 3–1 у две утакмице. Слично су биле и утакмице Севиље. У осмини финала су победили швајцарски тим ФК Базел укупним резултатом 3–0, али је њихов четвртфинални меч са шпанским Атлетик Билбаом отишао у пенале, који су добили резултатом 5–4 након што је нерешеног 3–3 у двомечу.
Финалну утакмица је била гледана од 34.429 гледалаца, Ливерпул је повео у 35. минуту када је стрелац Данијел Стариџ постигао гол. Ипак, примили су гол већ у првом минуту другог полувремена када је нападач Севиље Кевин Гамеиро изједначио резултат. Севиља је повела у 64. минуту када је капитен Коук постигао други гол. Повећали су вођство шест минута касније када је Коук постигао свој други погодак у мечу. Ливерпул није могао да одговори током остатка меча, што је значило да је Севиља победила у мечу резултатом 3–1. Севиља је овом победом остварила своју укупно пету титулу, и трећи пут узастопно.
Севиља је стекла право да игра против победника УЕФА Лиге шампиона 2015/16, Реал Мадрида, у УЕФА суперкупу 2016. Такође су се квалификовали за групну фазу УЕФА Лиге шампиона 2016/17, пошто се Реал Мадрид такође квалификовао у групну фазу кроз домаће наступе, што је значило да место резервисано за носиоце титуле Лиге шампиона није искоришћено и прешло је на носиоце титуле Лиге Европе.

## Пут до финала
Напомена: У свим доле наведеним резултатима прво се даје резултат финалисте (д: код куће; г: у гостима).
| Ливерпул                    | Ливерпул                    | Ливерпул                    | Ливерпул                    | Коло                    | Севиља                       | Севиља                       | Севиља                       | Севиља                       |
| --------------------------- | --------------------------- | --------------------------- | --------------------------- | ----------------------- | ---------------------------- | ---------------------------- | ---------------------------- | ---------------------------- |
| Лига Европе                 | Лига Европе                 | Лига Европе                 | Лига Европе                 |                         | Лига шампиона                | Лига шампиона                | Лига шампиона                | Лига шампиона                |
| Противник                   | Резултат                    | Резултат                    | Резултат                    | (Групе ЛЕ) и (групе ЛШ) | Противник                    | Резултат                     | Резултат                     | Резултат                     |
| Бордо                       | 1–1 (г)                     | 1–1 (г)                     | 1–1 (г)                     | Дан утакмице 1          | Борусија                     | 3–0 (д)                      | 3–0 (д)                      | 3–0 (д)                      |
| Сион                        | 1–1 (д)                     | 1–1 (д)                     | 1–1 (д)                     | Дан утакмице 2          | Јувентус                     | 0–2 (г)                      | 0–2 (г)                      | 0–2 (г)                      |
| Рубин Казањ                 | 1–1 (д)                     | 1–1 (д)                     | 1–1 (д)                     | Дан утакмице 3          | Манчестер сити               | 1–2 (г)                      | 1–2 (г)                      | 1–2 (г)                      |
| Рубин Казањ                 | 1–0 (г)                     | 1–0 (г)                     | 1–0 (г)                     | Дан утакмице 4          | Манчестер сити               | 1–3 (д)                      | 1–3 (д)                      | 1–3 (д)                      |
| Бордо                       | 2–1 (д)                     | 2–1 (д)                     | 2–1 (д)                     | Дан утакмице 5          | Борусија                     | 2–4 (г)                      | 2–4 (г)                      | 2–4 (г)                      |
| Сион                        | 0–0 (г)                     | 0–0 (г)                     | 0–0 (г)                     | Дан утакмице 6          | Јувентус                     | 1–0 (д)                      | 1–0 (д)                      | 1–0 (д)                      |
| Група Б победник (Ливерпул) | Група Б победник (Ливерпул) | Група Б победник (Ливерпул) | Група Б победник (Ливерпул) | Позиција у групи        | Група Д треће место (Севиља) | Група Д треће место (Севиља) | Група Д треће место (Севиља) | Група Д треће место (Севиља) |
| Група Б победник (Ливерпул) | Група Б победник (Ливерпул) | Група Б победник (Ливерпул) | Група Б победник (Ливерпул) | УЕФА Лига Европе        |                              |                              |                              |                              |
| Противник                   | Скор                        | 1. ута.                     | 2. ута.                     | Нокаут фаза             | Противник                    | Скор                         | 1. ута.                      | 2. ута.                      |
| Аугзбург                    | 1–0                         | 0–0 (г)                     | 1–0 (д)                     | Шеснаестина финала      | Молде                        | 3–1                          | 3–0 (д)                      | 0–1 (г)                      |
| Манчестер јунајтед          | 3–1                         | 2–0 (д)                     | 1–1 (г)                     | Осмина финала           | Базел                        | 3–0                          | 0–0 (г)                      | 3–0 (д)                      |
| Борусија                    | 5–4                         | 1–1 (г)                     | 4–3 (д)                     | Четвртфинале            | Атлетик Билбао               | 3–3 (5–4 ј)                  | 2–1 (г)                      | 1–2 п (д)                    |
| Виљареал                    | 3–1                         | 0–1 (г)                     | 3–0 (д)                     | Полуфинале              | Шахтјор Доњецк               | 5–3                          | 2–2 (г)                      | 3–1 (д)                      |

## Утакмица
У 35. минуту Данијел Стариџ је постигао гол за Ливерпул ударцем спољним делом леве ноге са леве стране после додавања Филипа Кутиња. Седамнаест секунди у другом полувремену Кевин Гамеиро јеизједначио на 1–1 када је шутирао са три јарде након центаршута са десне стране Маријана који је прошао поред Алберта Морена тако што је протурио лопту између његових ногу.
Севиља је пропустила још две шансе за гол пре него што је успела да поведе у 64. минуту, када је Коке погодио ниско десном ногом у угао мреже са двадесетак метара. Коке је дао свој други гол а Севиљин трећи, у 70. минуту ударцем десном ногом са шест јарди са десне стране након што му се лопта одбила од играча Ливерпула.
Овим поразом, Ливерпул је постао други енглески клуб и четврти укупно, после Хамбургера, Фјорентине и Арсенала, који је био вицешампион у сва три велика европска такмичења (Куп европских шампиона/Лига шампиона, УЕФА Куп/УЕФА Лига Европе и сада угашени Куп победника купова).

### Детаљи
| Ливерпул   | 1 : 3    | Севиља                     |
| ---------- | -------- | -------------------------- |
| Стариџ 35’ | Извештај | Гамеиро 46’ · Коке 64’ 70’ |

| Ливерпул | Севиља |

| GK               | 22 | Симон Мињоле      |       |     |
| RB               | 2  | Натанијел Клајн   | 90+4’ |     |
| CB               | 6  | Дејан Ловрен      | 30’   |     |
| CB               | 4  | Коло Туре         |       | 82’ |
| LB               | 18 | Алберто Морено    |       |     |
| CM               | 7  | Џејмс Милнер (c)  |       |     |
| CM               | 23 | Емре Џан          |       |     |
| RW               | 20 | Адам Лалана       |       | 73’ |
| AM               | 11 | Роберто Фирмино   |       | 69’ |
| LW               | 10 | Филипе Кутињо     |       |     |
| CF               | 15 | Данијел Стариџ    |       |     |
| Резервни играчи: |    |                   |       |     |
| GK               | 52 | Дени Ворд         |       |     |
| DF               | 37 | Мартин Шкртел     |       |     |
| MF               | 14 | Џордан Хендерсон  |       |     |
| MF               | 21 | Лукас Леива       |       |     |
| MF               | 24 | Џо Ален           |       | 73’ |
| FW               | 9  | Кристијан Бентеке |       | 82’ |
| FW               | 27 | Дивок Ориги       | 72’   | 69’ |
| Менаџер:         |    |                   |       |     |
| Јирген Клоп      |    |                   |       |     |

| GK               | 31 | Давид Сориа           |     |       |
| RB               | 25 | Маријано Фереира Фиљо | 84’ |       |
| CB               | 3  | Адил Рами             | 77’ | 78’   |
| CB               | 6  | Данијел Карисо        |     |       |
| LB               | 18 | Серхио Ескудеро       |     |       |
| CM               | 4  | Гжегож Криховјак      |     |       |
| CM               | 15 | Стивен Нзонзи         |     |       |
| RW               | 23 | Коке (c)              |     |       |
| AM               | 19 | Евер Бенега           | 57’ | 90+3’ |
| LW               | 20 | Витоло                | 56’ |       |
| CF               | 9  | Кевин Гамеиро         |     | 89’   |
| Резервни играчи: |    |                       |     |       |
| GK               | 1  | Серхио Рико           |     |       |
| DF               | 5  | Тимоте Колоџејчак     |     | 78’   |
| DF               | 21 | Николс Переха         |     |       |
| MF               | 8  | Висенте Ибора         |     | 89’   |
| MF               | 14 | Себастијан Кристофоро |     | 90+3’ |
| MF               | 22 | Јевхен Конопљанка     |     |       |
| FW               | 24 | Фернандо Љоренте      |     |       |
| Менаџер:         |    |                       |     |       |
| Унаи Емери       |    |                       |     |       |

| Играч утакмице: Коке (Севиља) Помоћне судије: Матијас Класенијус (Шведска) Данијел Варнмарк (Шведска) Четврти судија: Свен Одвар Моен (Норвешка) Додатне помоћне судије: Стефан Јохансон (Шведска) Маркус Стрембергсон (Шведска) Пети помоћни судија: Мехмет Кулун (Шведска) | Правила - Игра се 90 минута - У случају нерешеног играју се продужици 30 минута - Приступа се извођењу једанаестераца ако је резултат и даље изједначен - Седам именованих резервних играча - Максимално три замене |

| Освајач Лиге Европе 2015/16. |
| ---------------------------- |
| ФК Севиља 5. трофеј          |